# Frou-frou del tabarin
Pour les articles homonymes, voir Frou-frou.
Pour plus de détails, voir Fiche technique et Distribution.
Frou-frou del tabarin est une comédie musicale italienne réalisée par Giovanni Grimaldi et sorti en 1976.
Il s'agit d'une adaptation de l'opérette La duchessa del Bal Tabarin de Carlo Lombardo (it) créée en 1915.

## Synopsis
Le duc de Pontarcy, amoureux de Frou-frou, chanteuse du Bal Tabarin à Paris, décide de l'épouser en lui faisant promettre fidélité pendant au moins six mois. Frou-frou accepte, mais s'ennuie vite et regrette son ancienne vie, joyeuse et frivole. Elle organise donc son retour au Tabarin avec son prochain amant le soir même de la fin de la période de fidélité obligatoire, afin de pouvoir tromper son mari. Le duc se rend également au Tabarin avec une de ses jeunes flammes, et au milieu de quiproquos comiques et de situations paradoxales, l'histoire se termine dans une liesse euphorique.

## Fiche technique
- Titre original italien : Frou-frou del tabarin[2]
- Réalisateur : Giovanni Grimaldi
- Scénario : Giovanni Grimaldi, d'après l'opérette La duchessa del Bal Tabarin de Carlo Lombardo (it) créée en 1915[1].
- Photographie : Gastone Di Giovanni
- Montage : Luciano Anconetani
- Musique : Carlo Savina
- Décors : Giuseppe Bassan
- Costumes : Francesca Zocchelli
- Maquillage : Giuliana De Carli (it)
- Société de production : Bi.Di.A. Film, Palumbo Cinematografica
- Pays de production :  Italie
- Langues originales : italien
- Format : Couleurs - Son mono - 35 mm
- Durée : 88 minutes
- Genre : Comédie musicale
- Dates de sortie :
  - Italie : 1976 (visa délivré le 18 mars 1976[2])

## Distribution
- Martine Brochard : Comtesse Charlotte de la Barrière / Frou-frou
- Fabrizio Moroni (it) : duc Giorgio di Fasano
- Carmen Scarpitta : Comtesse Chantal de la Barrière
- Jacques Berthier : Duc Filippo di Fasano
- Enzo Fisichella : Gerardo
- Antonietta Benedetto : Princesse Agatina di Partanna
- Pippo Valenti : prince de Partanna
- Elena Sedlak : Lili
- Franca Mantelli : la servante Luisa
- Renato Malavasi : majordome de la maison Fasano
- Alfredo Adami : acteur dans le tabarin
- Leopoldo Mastelloni : le chorégraphe
- Elio Veller : directeur du théâtre
- Walter Valdi : Pietro, concierge du théâtre